# Kiseki no Koibito
Kiseki no Tabibito (奇跡の恋人?) è una raccolta di one-shot yaoi dell'autore Hirotaka Kisaragi. Pubblicato in un unico volume prima da Biblos nell'ottobre del 2000, il manga è stato ristampato da Libre Shuppan nel 2010.

## Trama[1]

### Ragazzo immaginario
Kuroiwa sta per andare al lavoro quando alla sua porta bussa Kamijou, vecchio compagno di studi.
I due persisi di vista dai tempi di scuola, non si sono più sentiti dopo che Kuroiwa si è trasferito a Tokyo, ma già allora li legava un'attrazione di genere romantico.
Kamijo quel giorno ha con sé un bambino, Ren, e lo presenta all'amico come il loro figlio, concepito la notte prima della partenza di Kuroiwa e partorito da Kamijou in quanto, così gli hanno confermato i medici, anormalmente in possesso di un utero. Il salary man è confuso da questa rivelazione e, non senza una certa felicità, pensa tutto il giorno a come sarà la sua vita familiare, deciso già a priori di accogliere in casa l'amico ragazzo-padre e il piccolo.
Quando Kamijo torna al suo appartamento, visto l'entusiasmo dell'ex compagno di studi, gli rivela che in realtà Ren è il figlio di sua sorella e che adesso che è orfano è affidato a lui: il giorno priam aveva semplicemente voluto prendersi gioco scherzosamente dell'amico, senza sospettare che il suo racconto improbabile lo avrebbe tuttavia convinto.
Deluso, Kuroiwa decide che non può lasciarsi scappare l'uomo da lui amato una seconda volta. Preso coraggio, offre ai due la sua ospitalità, dichiarando all'amico che i sentimenti che nutriva per lui ai tempi di scuola non l'hanno mai abbandonato. Kamijo decide allora di divenire il compagno di Kuroiwa e crescere Ren assieme a lui.

### Fratelli
Issei ha intuito quanto Tsukasa lo consideri pedante, noioso e “saputo”, così per togliere entrambi dall'imbarazzo comune, un giorno chiama il fratellino acquisito in biblioteca e gli chiede di smettere di considerarlo come un parente stretto. Sorpreso, Tsukasa si sente pervadere da un forte dolore e senso di rifiuto, immaginando di non piacere a Issei. Questi, tuttavia, infine lo rassicura: piuttosto che un fratello maggiore preferisce essere considerato un amico ed un coinquilino, senza obblighi di responsabilità, ma solo di vera amicizia. Tsukasa, rincuorato è così pronto ad accogliere Issei nella famiglia. Eppure, già dal giorno dopo i due bisticciano per la colazione.

### Supremo studio logico
Amici inseparabili fin dall'infanzia, Zen ha sempre protetto Kenji, bersaglio dei bulli perché straniero per un quarto. Cresciuti senza mai allontanarsi l'uno dall'altro, i due hanno finito per studiare alle stesse scuole e poi fare lo stesso lavoro, vicini anche nella vita privata, convivendo.
Un giorno, la collega di lavoro Akane invita Kenji a bere qualcosa, ma quest'ultimo rifiuta perché già impegnato con Zen. La collega, sebbene respinta, attratta da Kenji, gli promette di invitarlo una prossima volta. In quel mentre sopraggiunge Zen, che avendo assistito alla scena fin dall'inizio, in preda alla gelosia risponde in modo brusco a Kenji, maltrattandolo.
Questi, dispiaciuto dal malumore dell'amico, lo affronta in privato per chiedergli dei chiarimenti e nel culmine della discussione i due finiscono per baciarsi appassionatamente. Sorpresi di trovare i propri sentimenti ricambiati, Kenji e Zen scoprono di essere stati innamorati l'uno dell'altro per anni, all'insaputa l'uno dei sentimenti dell'altro.

### Gemelli
Wataru muore in un incidente stradale, mentre va in bicicletta. Orfano e senza nessuno al mondo, accetta con impassibilità ed indifferenza la morte. Eppure, il suo spirito rimane bloccato sulla terra.
Recatosi sul tetto di un edificio, incontra per caso il fantasma di un suo coetaneo. Questi, come Wataru è anch'egli solo al mondo, è morto per problemi di cuore ereditari, aspettatosi la morte da anni.
I due attendono insieme di trascendere la loro forma incorporea ancora legata alla terra, ma, dopo un'infruttuosa attesa, capiscono che il REGRET (rimorso? Rimpianto?) di una vita che sarebbe potuta essere più felice li ancora alla condizione di spiriti inquieti.
Rassegnatisi ad un'infelice sorte comune, i due cominciano ad avvicinarsi sempre più, legati prima da amicizia e poi da un mutuo sentimento romantico.
Quando scoprono di essere felici anche così, morti ma insieme, le loro anime finalmente si liberano dal rimpianto ed ai due viene concesso di reincarnarsi, di vivere una vita diversa.
Passano gli anni e un nuovo Wataru, all'oscuro della sua esistenza precedente, riconosce tra la folla un viso conosciuto. Fermato il ragazzo, Wataru sa che questi si chiama Haruki, senza tuttavia averlo mai incontrato prima. I due, riconosciuta l'affinità reciproca, si presentano, non senza il senso di averlo già fatto molto tempo prima.

### Scommessa
Nishimura, persa una scommessa, si dichiara per gioco ad Hajime, chiedendogli di cominciare ad uscire con lui; il compagno, inaspettatamente, accetta.
Nishimura, atteggiandosi da “teppista”, cela al serio Hajime di aver iniziato a nutrire dei sentimenti veri per lui e, quando vede il compagno frequentare altri suoi amici intimi, ingelositosi decide di lasciar perdere la scommessa e lasciare Hajime. Questi, imperturbabile, accetta senza storie la lapidaria dichiarazione di Nishimura che, vista l'indifferenza del compagno, si infuria e lo aggredisce. Lo scontro fisico finisce per sfociare in un rapporto sessuale consumato nell'aula scolastica durante l'intervallo, che cementifica duramente la relazione sentimentale tra i due.
Non più compagno di Hajime per scommessa, Nishimura, come convenuto con gli amici, si taglia i capelli, consapevole che ora a legarlo al serio Saito è il reciproco amore,

### D. H.
Shimaoto è riconosciuto dai suoi compagni di classe come un buon compositore e scrittore di testi, siano essi prose, poesie o canzoni.
Gli chiede aiuto il suo amico Daisuke, innamoratosi del senpai Sakuma, responsabile dell'aula di punizione. Shimaoto, avendo deciso di aiutare Daisuke, comincia a scrivere lettere d'amore per Hakuma da parte dell'amico; tuttavia una grande frustrazione l'accompagna: il senpai piace infatti anche a lui e dover corteggiare il ragazzo che ama per conto di un altro lo fa veramente soffrire. Shimaoto è poi costretto a farsi mettere in punizione spesso, pur di consegnare le lettere e fingersi il tramite dei due amanti. Quando finalmente i due decidono di incontrarsi, il giovane scrittore non può che arrovellarsi con la morte nel cuore circa l'occasione sprecata per svelare i propri sentimenti. Immerso in questi pensieri, lo raggiunge subito il senpai, irato. Sakuma, confrontando la grafia delle lettere con quella dei temi scritti durante le ore di punizione, ha ormai capito l'equivoco in cui è caduto, Daisuke glielo ha poi inoltre confermato di persona. Ferito ed in lacrime, aggredisce Shiamoto, intimandogli di non avvicinarglisi più e rimproverandogli di giocare coi sentimenti altrui.
Il ragazzo, inizialmente sconvolto dalla reazione violenta, riesce tuttavia a trattenere Sakuma e a confessargli l'amore che nutre per lui.
Da quel giorno inizia una nuova realtà scolastica per Shimaoto, che ora passa sempre più ore nell'aula di punizione, sotto gli occhi preoccupati ed interrogativi dei compagni di classe.

## Manga
| Nº | Data di prima pubblicazione                  | Data di prima pubblicazione                                | Data di prima pubblicazione |
| Nº | Giapponese                                   | Giapponese                                                 |                             |
| -- | -------------------------------------------- | ---------------------------------------------------------- | --------------------------- |
| 1  | ottobre 2000 (Biblos) 10 agosto 2010 (Libre) | ISBN 9784835211114 (Biblos) ISBN 978-4-86263-823-6 (Libre) |                             |